# Anton Tus
Anton Tus (nacido el 22 de noviembre de 1931 - 4 de septiembre de 2023) fue un general croata que se desempeñó como jefe de la Fuerza Aérea Yugoslava entre 1985 y 1991 y fue el primer Jefe de Estado Mayor de las Fuerzas Armadas de Croacia entre 1991 y 1992, durante la Guerra de Croacia.

## Biografía
Graduado de la Academia de la Fuerza Aérea Yugoslava, Tus pasó la mayor parte de su carrera sirviendo en la Fuerza Aérea Yugoslava. De 1968 a 1969 fue comandante del 204.º Regimiento de Cazas estacionado en la Base Aérea de Batajnica. Después pasço a ser el comandante de la 5.ª Fuerza Aérea y Cuerpo de Defensa Aérea ubicada en la República Socialista de Croacia.
En 1985 fue ascendido a jefe de la Fuerza Aérea Yugoslava y mantuvo ese cargo hasta su renuncia en mayo en 1991 en medio de la disolución de Yugoslavia. Entre septiembre de 1991 y noviembre de 1992 fue el primer Jefe de Estado Mayor de las Fuerzas Armadas de Croacia, tenido éxito en ese puesto por el general Janko Bobetko.
Entre 1992 y 1995 fue el principal asesor militar del presidente Franjo Tuđman antes de convertirse en jefe de la Oficina para la Cooperación Internacional del Ministerio de Defensa entre 1995 y 2001. En 2001, fue nombrado para el puesto de jefe de la Misión de Croacia de la OTAN hasta su jubilación en el año 2005.

## Honores
- Gran Orden del Rey Petar Krešimir IV[4]
- Orden del Duque Domagoj
- Orden de Nikola Šubić Zrinski
- Orden del Trébol de Croacia